# Empis dimidiata
Empis dimidiata is een vliegensoort uit de familie van de dansvliegen (Empididae). De wetenschappelijke naam van de soort is voor het eerst geldig gepubliceerd in 1835 door Meigen in Gistl.